# Счастливое (Синельниковский район)
Счастливое (укр. Щасливе, до 2025 года — Зелёная Роща) — село, Николаевский сельский совет, Синельниковский район, Днепропетровская область, Украина.
Код КОАТУУ — 1220786605. Население по переписи 2022 года составляло 2 человек.

## Географическое положение
Село Зелёная Роща находится в 1,5 км от правого берега реки Чаплина, в 2-х км от сёл Дачное и Копани.
По селу протекает пересыхающий ручей с запрудой. Рядом проходит автомобильная дорога Т-0427.